# قانون البحرين
تتألف المنظومة القانونية في مملكة البحرين من مجموعة من التشريعات واللوائح التي تنظم مختلف جوانب الحياة. يُعتبر دستور مملكة البحرين وميثاق العمل الوطني الأساس الذي تستند إليه هذه القوانين.
للاطلاع على النصوص القانونية والتشريعات السارية في المملكة، توفر هيئة التشريع والرأي القانوني مكتبة إلكترونية تحتوي على مجموعة واسعة من القوانين واللوائح. يمكنك الوصول إليها عبر الرابط التالي: 
.
بالإضافة إلى ذلك، يقدم مجلس التنمية الاقتصادية البحرين منصة تحتوي على القوانين الاقتصادية والتجارية المعمول بها في المملكة، مما يسهل على المستثمرين ورجال الأعمال الوصول إلى المعلومات القانونية ذات الصلة. يمكنك زيارة الموقع عبر الرابط التالي: 
.
كما توفر البوابة الوطنية لمملكة البحرين خدمة البحث في التشريعات والقوانين، مما يتيح للمستخدمين الوصول بسهولة إلى النصوص القانونية المطلوبة. يمكنك الاستفادة من هذه الخدمة عبر الرابط التالي: 
.